# Grand Prix automobile de Grande-Bretagne 1981
Résultats du Grand Prix de Grande-Bretagne de Formule 1 1981 qui a eu lieu sur le circuit de Silverstone le 18 juillet 1981.

## Classement

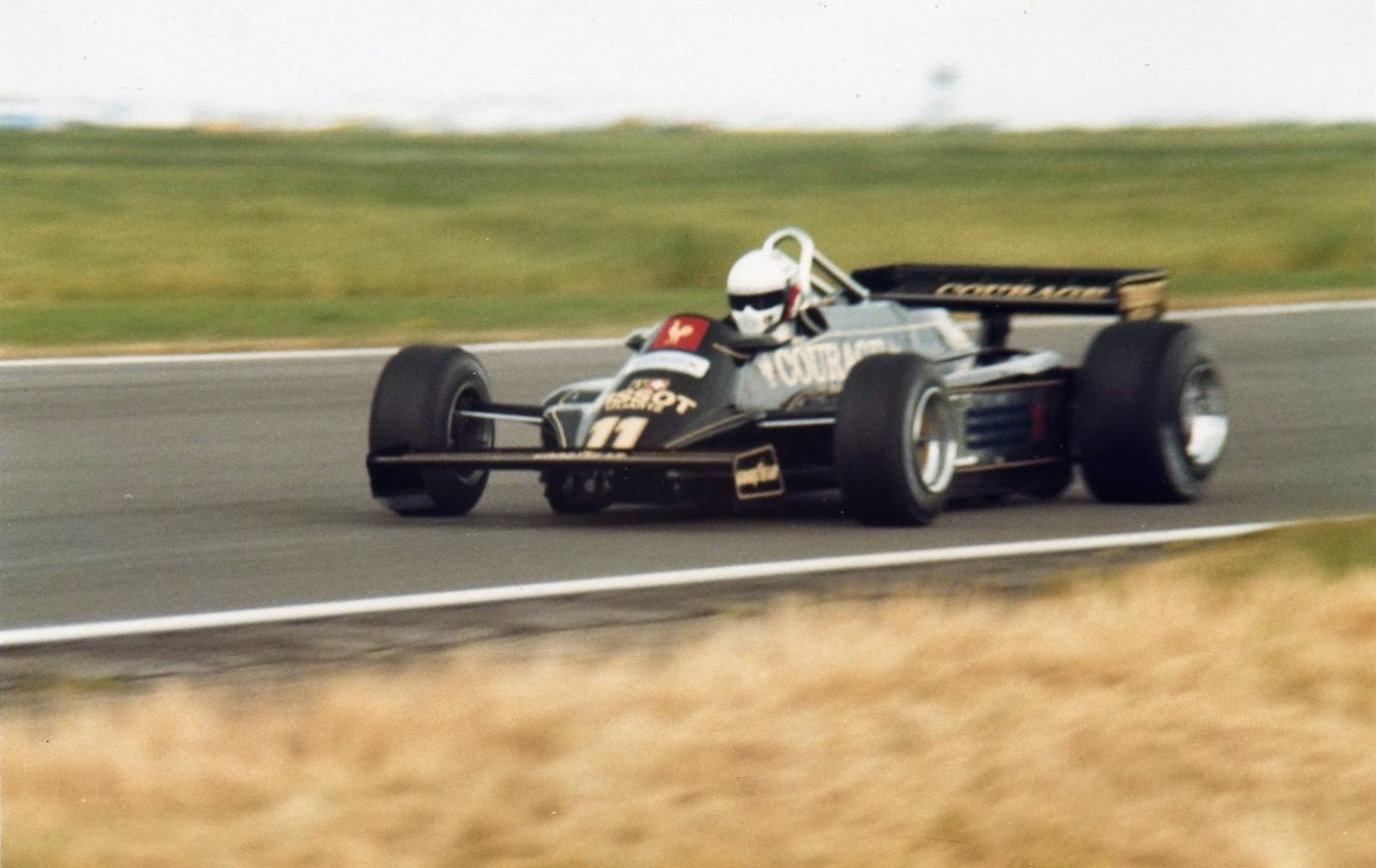
De Angelis sur Lotus à Silverstone en 1981

| Pos. | No | Pilote             | Écurie          | Tours | Temps/Abandon                     | Grille | Points |
| ---- | -- | ------------------ | --------------- | ----- | --------------------------------- | ------ | ------ |
| 1    | 7  | John Watson        | McLaren-Ford    | 68    | 1 h 26 min 54 s 80 (221,526 km/h) | 5      | 9      |
| 2    | 2  | Carlos Reutemann   | Williams-Ford   | 68    | + 40 s 65                         | 9      | 6      |
| 3    | 26 | Jacques Laffite    | Ligier-Matra    | 67    | + 1 tour                          | 14     | 4      |
| 4    | 3  | Eddie Cheever      | Tyrrell-Ford    | 67    | + 1 tour                          | 23     | 3      |
| 5    | 6  | Héctor Rebaque     | Brabham-Ford    | 67    | + 1 tour                          | 13     | 2      |
| 6    | 9  | Slim Borgudd       | ATS-Ford        | 67    | + 1 tour                          | 21     | 1      |
| 7    | 17 | Derek Daly         | March-Ford      | 66    | + 2 tours                         | 17     |        |
| 8    | 32 | Jean-Pierre Jarier | Osella-Ford     | 65    | + 3 tours                         | 20     |        |
| 9    | 16 | René Arnoux        | Renault         | 64    | Soupape                           | 1      |        |
| 10   | 29 | Riccardo Patrese   | Arrows-Ford     | 64    | Moteur                            | 10     |        |
| 11   | 33 | Marc Surer         | Theodore-Ford   | 61    | Panne d'essence                   | 24     |        |
| Abd. | 22 | Mario Andretti     | Alfa Romeo      | 59    | Accélérateur                      | 11     |        |
| Abd. | 20 | Keke Rosberg       | Fittipaldi-Ford | 56    | Suspension                        | 16     |        |
| Dsq. | 11 | Elio De Angelis    | Lotus-Ford      | 25    | Disqualifié                       | 22     |        |
| Abd. | 15 | Alain Prost        | Renault         | 17    | Distributeur                      | 2      |        |
| Abd. | 25 | Patrick Tambay     | Ligier-Matra    | 15    | Embrayage                         | 15     |        |
| Abd. | 28 | Didier Pironi      | Ferrari         | 13    | Turbo                             | 4      |        |
| Abd. | 5  | Nelson Piquet      | Brabham-Ford    | 11    | Accident                          | 3      |        |
| Abd. | 23 | Bruno Giacomelli   | Alfa Romeo      | 5     | Boîte de vitesses                 | 12     |        |
| Abd. | 27 | Gilles Villeneuve  | Ferrari         | 4     | Sortie de piste                   | 8      |        |
| Abd. | 1  | Alan Jones         | Williams-Ford   | 3     | Collision                         | 7      |        |
| Abd. | 8  | Andrea De Cesaris  | McLaren-Ford    | 3     | Sortie de piste                   | 6      |        |
| Abd. | 30 | Siegfried Stohr    | Arrows-Ford     | 0     | Accident                          | 18     |        |
| Abd. | 4  | Michele Alboreto   | Tyrrell-Ford    | 0     | Embrayage                         | 19     |        |
| Nq.  | 21 | Chico Serra        | Fittipaldi-Ford |       | Non qualifié                      |        |        |
| Nq.  | 35 | Brian Henton       | Toleman-Hart    |       | Non qualifié                      |        |        |
| Nq.  | 12 | Nigel Mansell      | Lotus-Ford      |       | Non qualifié                      |        |        |
| Nq.  | 14 | Eliseo Salazar     | Ensign-Ford     |       | Non qualifié                      |        |        |
| Nq.  | 36 | Derek Warwick      | Toleman-Hart    |       | Non qualifié                      |        |        |
| Nq.  | 31 | Beppe Gabbiani     | Osella-Ford     |       | Non qualifié                      |        |        |

## Pole position et record du tour
- Pole position : René Arnoux en 1 min 11 s 000 (vitesse moyenne : 239,273 km/h).
- Meilleur tour en course : René Arnoux en 1 min 15 s 060 au 50e tour (vitesse moyenne : 226,331 km/h).

## Tours en tête
- Alain Prost : 16 (1-16)
- René Arnoux : 44 (17-60)
- John Watson : 8 (61-68)

## À noter
- 2e victoire pour John Watson.
- 25e victoire pour McLaren en tant que constructeur.
- 142e victoire pour Ford-Cosworth en tant que motoriste.